# دمین (ناحیه)
دمین (به آلمانی: Landkreis Demmin) یک ناحیه در آلمان است که در مکلنبورگ-فورپومرن واقع شده‌است. دمین ۷۹٬۴۶۶ نفر جمعیت دارد.